# ウィリアム・クヴィスト
ウィリアム・クヴィスト（William Kvist Jørgensen、1985年2月24日 - ）はデンマーク・ロンドデ出身の元サッカー選手。デンマーク代表でもあった。現役時代のポジションはMF。

## 経歴

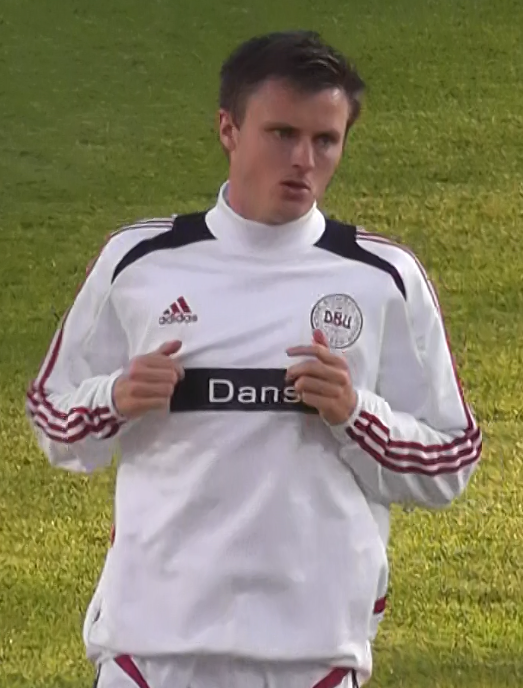
デンマーク代表でのクヴィスト

1990年5歳の時に地元のユースチームでキャリアをスタート。2002年にはUEFA U-17欧州選手権にも出場した。
2004年にはFCコペンハーゲンに入団、その後はチームの中心的な選手として活躍し、2007年にはデンマーク代表にも選出された。
2011年6月16日、ドイツのVfBシュトゥットガルトへ2015年までの4年契約で移籍した。また、同年にはデンマークの最優秀選手に選ばれた。2010年に続き2年連続の受賞である。
2014年1月30日、出場機会を求めプレミアリーグのフラムFCへ2013-14シーズン終了まで期限付き移籍をした。
9月1日、2014年夏の移籍期間最終日にフットボールリーグ・チャンピオンシップ・ウィガン・アスレティックFCへ2016年シーズン終了までの2年契約で完全移籍した。
2015年7月、古巣のFCコペンハーゲンへ復帰した。

### 代表
2007年8月22日のアイスランド代表との親善試合でデンマーク代表にデビュー。2010 FIFAワールドカップにも代表として招集された。またUEFA EURO 2012ではグループリーグ3試合に出場した。2012年10月16日のW杯予選、イタリア戦で代表初得点を挙げた。

## 代表歴

### 出場大会
- デンマーク代表
  - 2010 FIFAワールドカップ
  - 2018 FIFAワールドカップ

### 試合数
- 国際Aマッチ 84試合 2得点（2007年-2018年）[6]

| デンマーク代表 | 国際Aマッチ | 国際Aマッチ |
| 年             | 出場        | 得点        |
| -------------- | ----------- | ----------- |
| 2007           | 5           | 0           |
| 2008           | 4           | 0           |
| 2009           | 5           | 0           |
| 2010           | 5           | 0           |
| 2011           | 10          | 0           |
| 2012           | 9           | 1           |
| 2013           | 9           | 1           |
| 2014           | 9           | 0           |
| 2015           | 8           | 0           |
| 2016           | 7           | 0           |
| 2017           | 9           | 0           |
| 2018           | 4           | 0           |
| 通算           | 84          | 2           |

## タイトル
クラブ
FCコペンハーゲン
- デンマーク・スーペルリーガ 2006, 2007, 2009, 2010, 2011